# Grimmia torenii
Grimmia torenii là một loài Rêu trong họ Grimmiaceae. Loài này được Hastings mô tả khoa học đầu tiên năm 2008.